# Выборы в Европейский парламент в Хорватии (2019)
Выборы в Европейский парламент в Хорватии прошли 26 мая 2019 года. Они стали третьими выборами в стране с момента вступления Хорватии в Европейский союз в 2013 году. На предыдущих выборах 2014 года у Хорватии было 11 мест, но после после выхода Великобритании из ЕС хорватская делегация была увеличина до 12 депутатов. Вся страна составляла единый избирательный округ, в котором 12 депутатов избирались по пропорциональному представительству с использованием открытых списков и метода д’Ондта.
Это были первые выборы, проведённые на национальном уровне после парламентских выборов 2016 года, после которых правоцентристское Хорватское демократическое содружество (HDZ) сформировало коалиционное правительство сначала с правоцентристской партией MOST, а затем — в июне 2017 года — с центристской партией HNS. Поэтому выборы в Европейский парламент рассматривались как серьёзное испытание для левоцентристской СДП, которая с 2011 года участвовала во всех предыдущих общенациональных выборах в составе коалиции, но решила баллотироваться на этих выборах в одиночку. Выборы как таковые были сочтены важными, чтобы продемонстрировать, сможет ли СДП остаться крупнейшей оппозиционной партией, столкнувшись с многомесячным падением рейтингов в опросах общественного мнения. Главными претендентами на такую позицию в политической системе были антисистемная, евроскептическая партия Живой щит и недавно сформированная левоцентристская Амстердамская коалиция.
Выборы привели к тому, что две крупнейшие партии страны, правящая правоцентристская HDZ и оппозиционная левоцентристская SDP, выиграли равное количество мест — каждая из них получила по 4. SDP победила во всех четырех крупнейших городах Хорватии: Загребе, Сплите, Риеке и Осиеке.[4] Оставшиеся четыре места были поровну разделены между правой коалицией «Хорватские суверенисты», левоцентристской Амстердамской коалицией, антисистемной партией Живой щит и независимым списком во главе с юристом Миславом Колакушичем. Считается, что сильные результаты правых и крайне правых партий, таких как коалиция «Хорватские суверенисты» и коалиция «Независимые за Хорватию-ХСП», в значительной степени способствовали удивительно плохому результату HDZ, в частности, за счет значительного снижения её поддержки среди членов хорватской диаспоры, которые зарегистрировали рекордную явку на этих выборах. Ещё одним сюрпризом на выборах стало большое количество голосов, полученных загребским юристом Миславом Колакушичем и его независимым списком, чего не предсказывали опросы общественного мнения, а также неспособность MOST получить место и независимая действующая депутат Европарламента Марияна Петир сохранить свое место (которое она занимала с 2014 года).

## Результаты
|            | Хорватское демократическое содружество                    | 244 076    | 22,73  | 4  |
|            | Социал-демократическая партия Хорватии                    | 200 976    | 18,71  | 4  |
|            | ХР-ХКП-ХПП-ЕКР-ЕХПП                                       | 91 546     | 8,52   | 1  |
|            | Независимый — Мислав Колакушич                            | 84 765     | 7,89   | 1  |
|            | Живой щит                                                 | 60 847     | 5,67   | 1  |
|            | Амстердамская коалиция                                    | 55 829     | 5,20   | 1  |
|            | Мост                                                      | 50 257     | 4,68   | 0  |
|            | Независимый — Марьяна Петир                               | 47 358     | 4,41   | 0  |
|            | Независимые за Хорватию-Хорватская партия прав            | 46 970     | 4,37   | 0  |
|            | Независимая демократическая сербская партия               | 28 597     | 2,66   | 0  |
|            | Хорватская народная партия — Либеральные демократы        | 27 958     | 2,60   | 0  |
|            | Партия антикоррупции, развития и прозрачности             | 21 744     | 2,02   | 0  |
|            | Бандич Милан — Партия труда и солидарности                | 21 175     | 1,97   | 0  |
|            | Мы можем!-Новые левые-Зелёная альтернатива                | 19 313     | 1,80   | 0  |
|            | Центр-UK                                                  | 15 074     | 1,40   | 0  |
|            | Народная партия-Реформаторы                               | 9 971      | 0,93   | 0  |
|            | Зелёный список                                            | 5 972      | 0,56   | 0  |
|            | Хорватская социал-либеральная партия                      | 5 876      | 0,55   | 0  |
|            | Хорватская демократическая партия                         | 5 610      | 0,52   | 0  |
|            | Автохтонная хорватская партия прав                        | 4 391      | 0,41   | 0  |
|            | Давайте разблокируем Хорватию                             | 3 981      | 0,37   | 0  |
|            | Партия народа и гражданского действия                     | 3 683      | 0,34   | 0  |
|            | Хорватская христианско-демократическая партия             | 3 651      | 0,34   | 0  |
|            | Рабочий фронт — Социалистическая трудовая партия Хорватии | 2 622      | 0,24   | 0  |
|            | Движение за современную Хорватию                          | 2 581 0.24 | 0,24   | 0  |
|            | Демократический альянс сербов                             | 2 036      | 0,19   | 0  |
|            | Хорватская оборонная народная партия                      | 1 588      | 0,15   | 0  |
|            | Моя любимая Хорватия                                      | 1 168      | 0,11   | 0  |
|            | Партия Загорья                                            | 1 128      | 0,11   | 0  |
|            | Свободная Хорватия                                        | 1 021      | 0,10   | 0  |
|            | Хорватская коммунистическая партия                        | 944        | 0,09   | 0  |
|            | Хорватская партия порядка                                 | 733        | 0,07   | 0  |
|            | Партия свободы Хорватии                                   | 513        | 0,05   | 0  |
|            | Всего                                                     | 1 073 954  | 100,00 | 12 |
|            | Действительные бюллетени                                  | 1 073 954  | 97,32  |    |
|            | Недействительные/Пустые бюллетени                         | 29 597     | 2,68   |    |
|            | Всего                                                     | 1 103 551  | 100,00 |    |
|            | Зарегистрированных избирателей/Явка                       | 3 696 907  | 29,85  |    |
| Источники: |                                                           |            |        |    |